# Begonia lukuana
Espèce

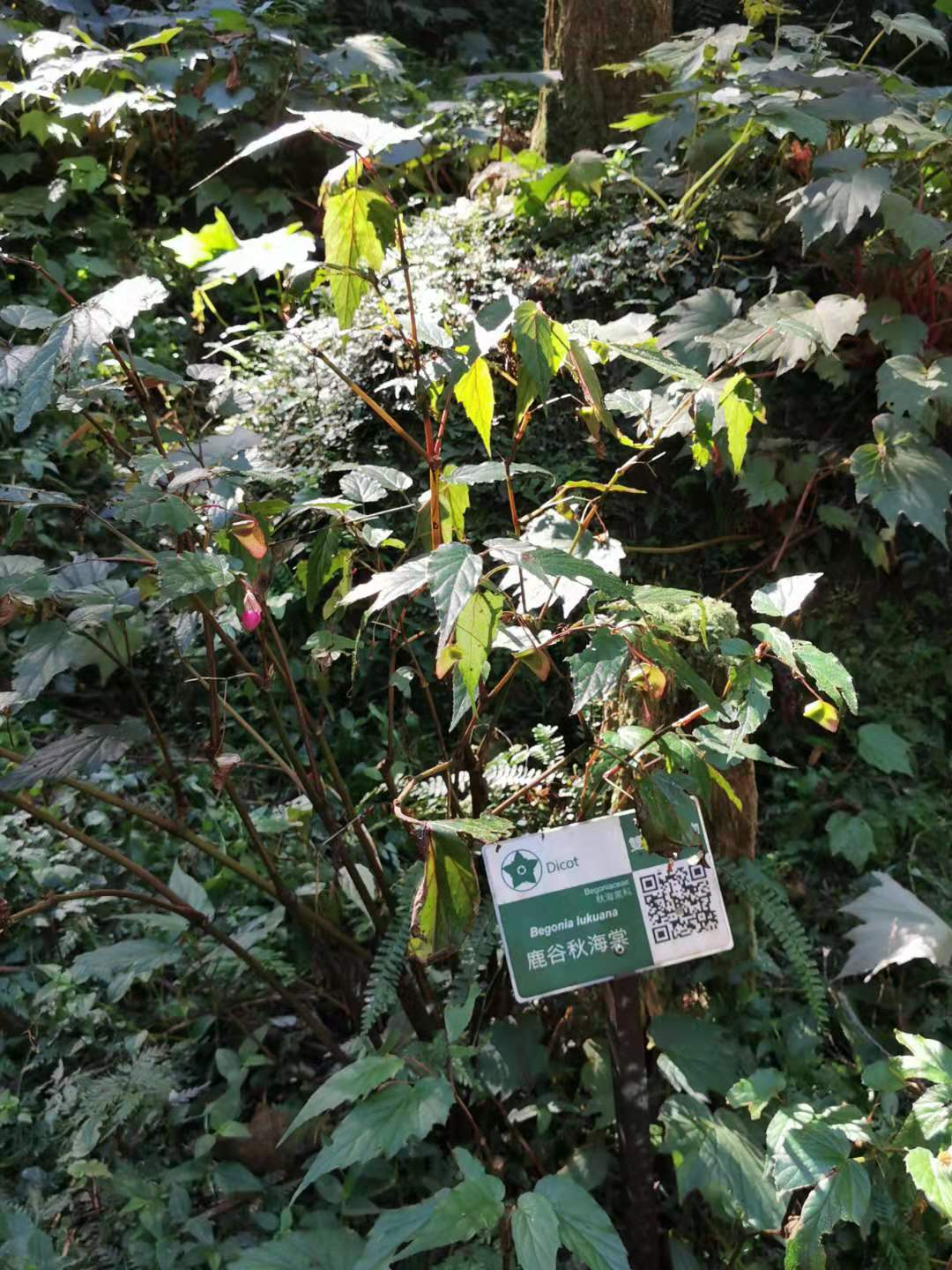

Begonia lukuana est une espèce de plantes de la famille des Begoniaceae.
L'espèce fait partie de la section Diploclinium.
Elle a été décrite en 1982 par Yeh Ching Liu et Chern Hsiung Ou.

## Répartition géographique
Cette espèce est originaire du pays suivant : Taïwan.

## Images

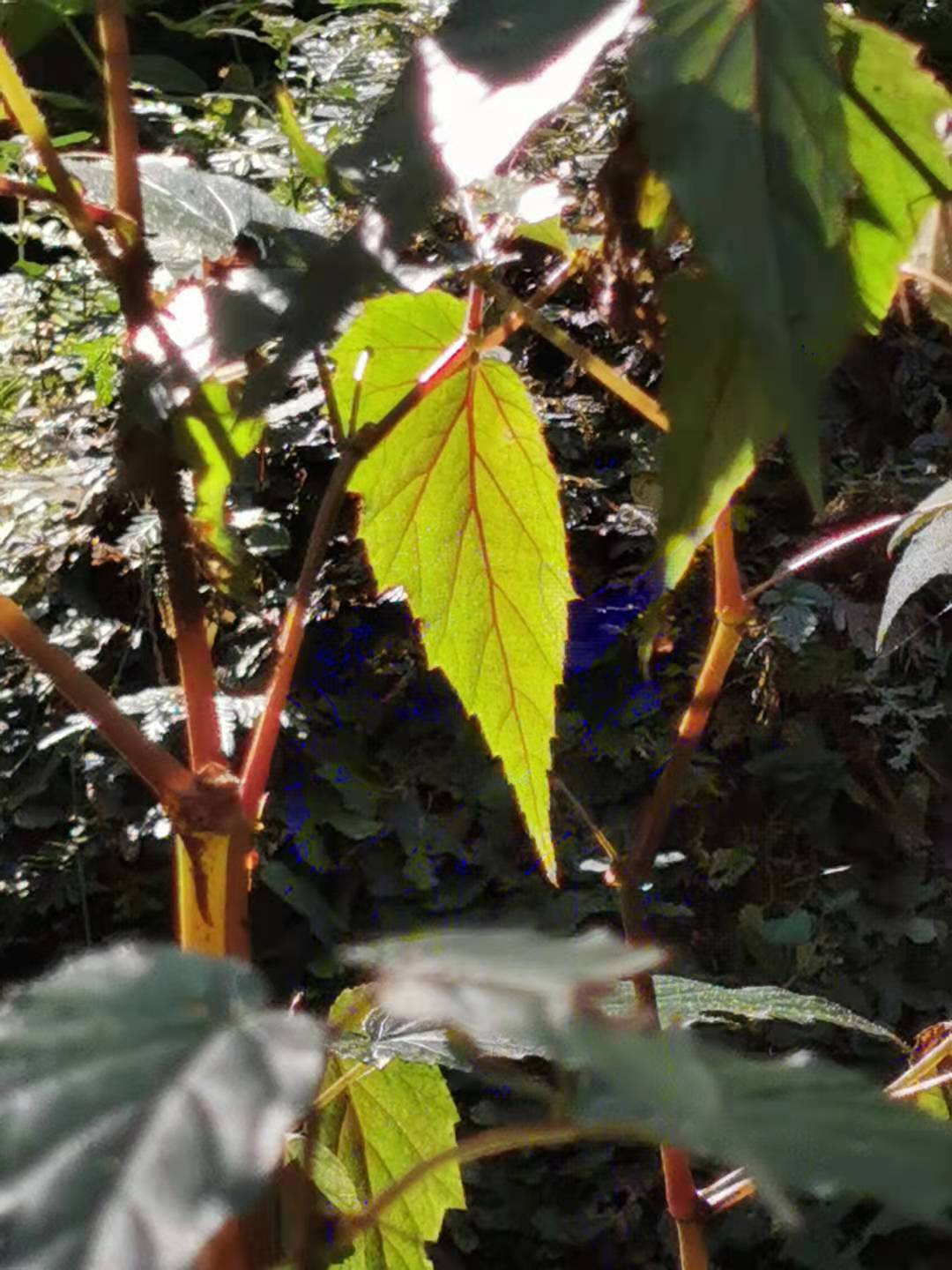
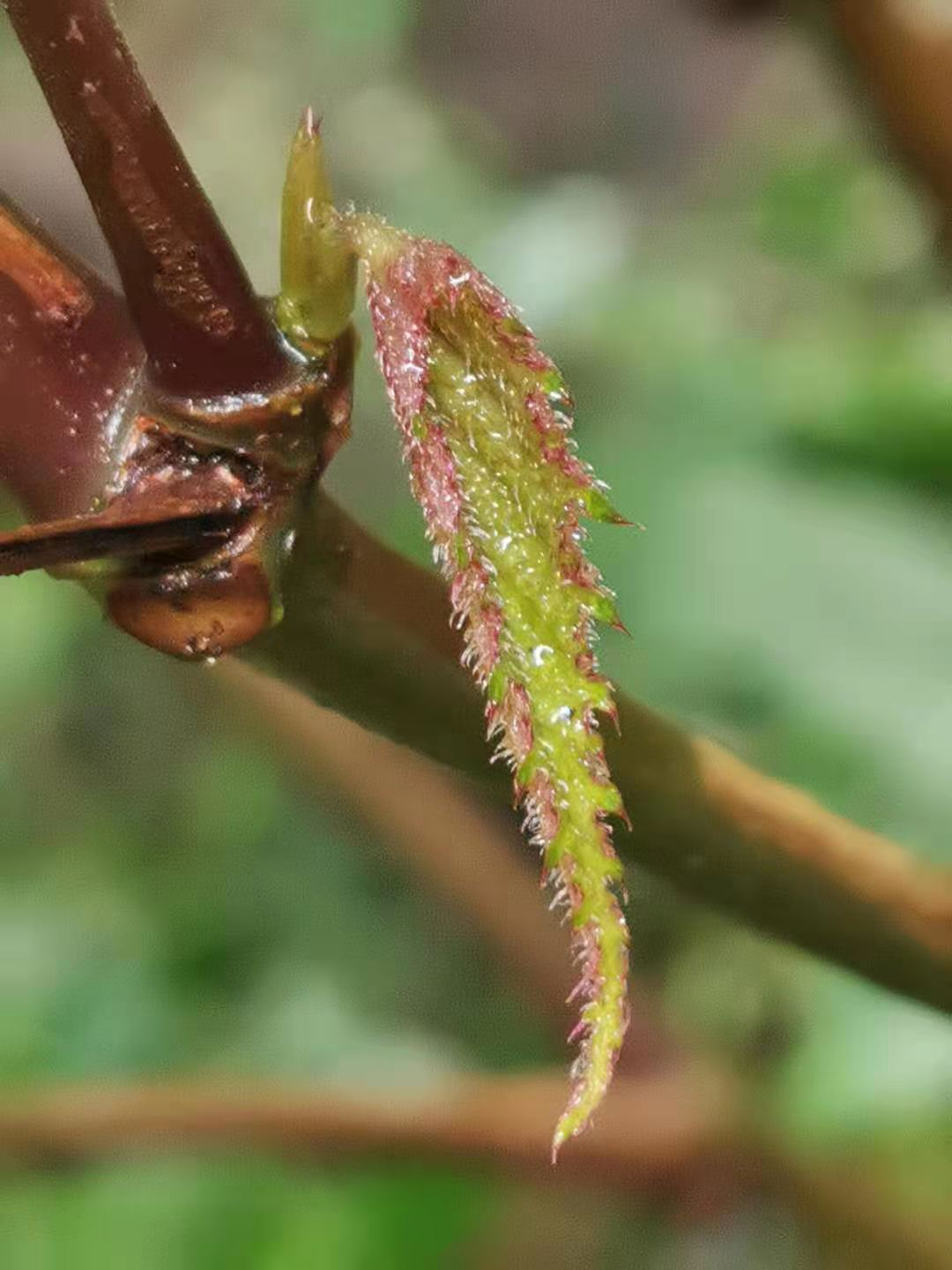
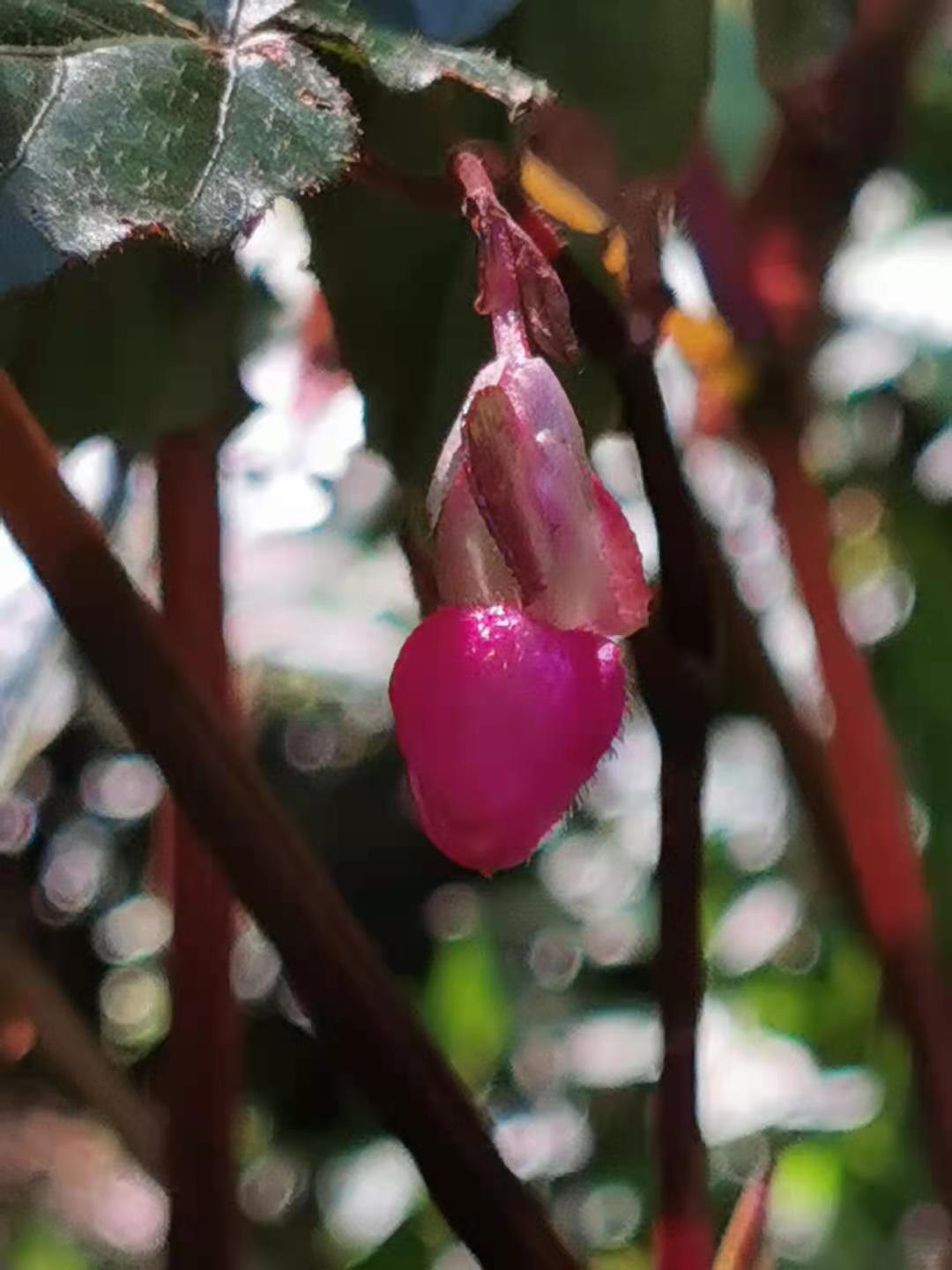
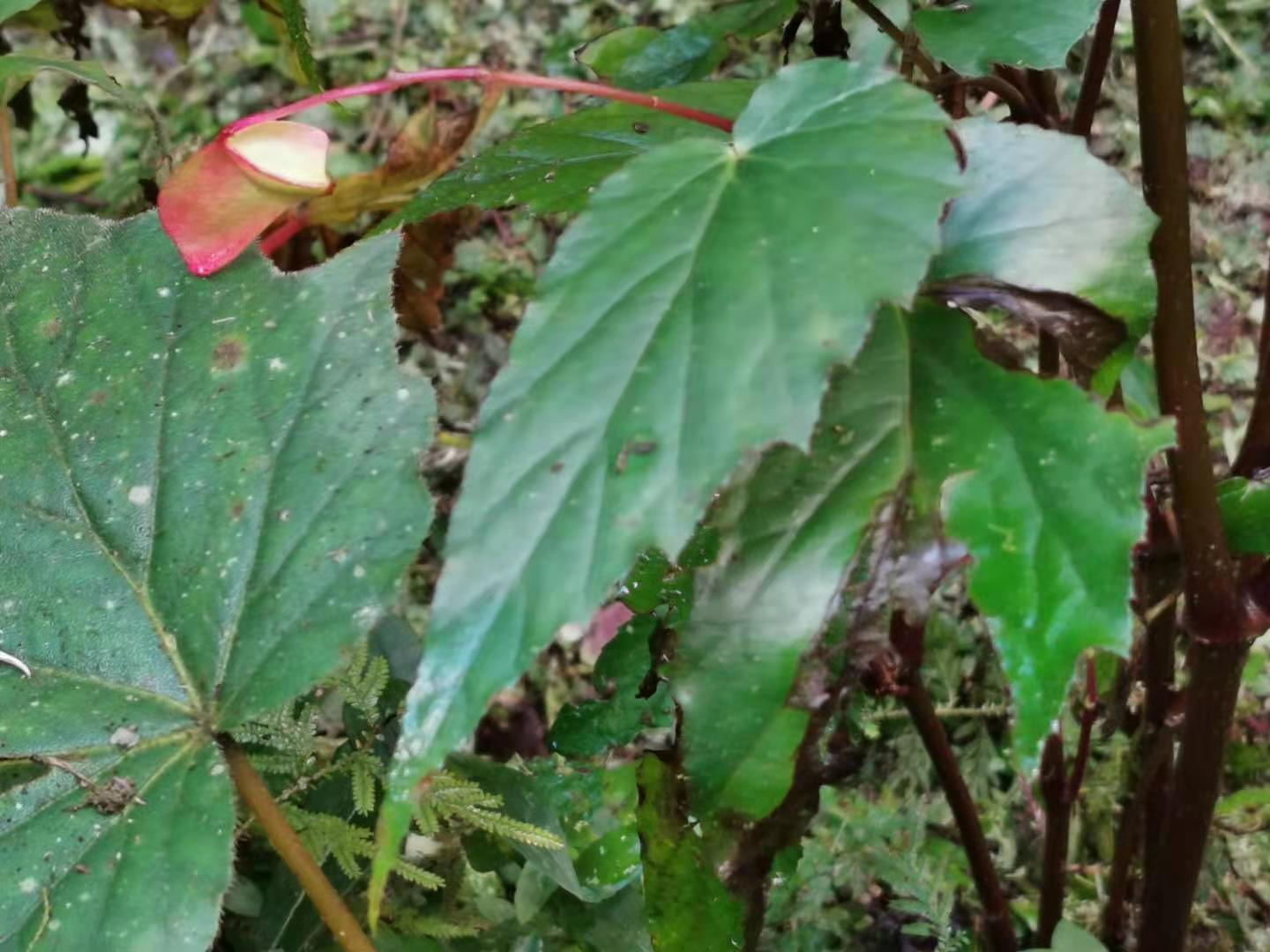